# Marcelo Grohe
Marcelo Grohe (* 13. Januar 1987 in Campo Bom) ist ein brasilianischer Fußballtorwart. Der Spieler ist auch in Besitz der deutschen Staatsangehörigkeit.

## Karriere

### Verein
Marcelo Grohe startete seine Laufbahn in der Jugendmannschaft von Grêmio FBPA. Hier schaffte er auch den Sprung in die erste Mannschaft. Am 16. April 2006 bestritt er in der Campeonato Brasileiro de Futebol sein erstes Spiel als Profi gegen Corinthians São Paulo. 2008 trat der Spieler das erste Mal in einem internationalen Wettbewerb an. Bei der Copa Sudamericana 2008 spielte er am 14. August gegen den SC Internacional. Seitdem entwickelte er sich zum Stammtorhüter des Klubs. Nach zahlreichen Erfolgen (Pokalsieger, Copa-Libertadores-Sieger), wechselte Grohe Anfang 2019 nach Saudi-Arabien zum Ittihad FC. Der Kontrakt erhielt eine Laufzeit über drei Jahre und Grêmio eine Alöse in Höhe von elf Millionen Real. Nachdem er wegen einer Handoperation ausgefallen war, kam er 2019 lediglich zu einem Einsatz im King Cup (Saudi-Arabien). Im Januar 2023 konnte Grohe mit dem Klub den Saudi-arabischen Fußball-Supercup 2022 gewinnen. Am Ende der Saison 2022/23 feierte er dann mit dem Verein die saudi-arabische Meisterschaft. Nach Abschluss der Saison 2023/24 verließ Grohe den Klub und wechselte zum Ligakonkurrenten Al-Kholood.

### Nationalmannschaft
2005 trat Marcelo Grohe mit einer U-18-Auswahl beim Sendai Cup an. 2014 erfolgte seine Berufung durch Dunga in den A-Kader der Auswahl. Beim Superclássico das Américas 2014 gegen Argentinien war er als Reservetorwart im Kader. Im Freundschaftsspiel gegen die Costa-ricanische Fußballnationalmannschaft am 5. September 2015 bestritt er sein erstes offizielles Länderspiel. Ein weiteres durfte er drei Tage später am 8. September gegen die Fußballnationalmannschaft der Vereinigten Staaten bestreiten.

## Erfolge
Grêmio
- Série B: 2005
- Staatsmeisterschaft von Rio Grande do Sul: 2006, 2007, 2010, 2018
- Taça Fronteira da Paz: 2010
- Taça Piratini: 2011
- Copa do Brasil: 2016
- Copa Libertadores: 2017
- Recopa Sudamericana: 2018

Ittihad FC
- Saudi-arabischer Meister: 2022/23
- Saudi-arabischer Fußball-Supercup: 2022

## Auszeichnungen
- Punta Cup: Bester Torhüter 2005
- Bola de Prata: 2014, 2015